# Nicolae Bălcescu (okręg Arad)
Nicolae Bălcescu – wieś w Rumunii, w okręgu Arad, w gminie Vărădia de Mureș. W 2011 roku liczyła 247 mieszkańców. 